# Cryptocentrus pretiosus
Cryptocentrus pretiosus är en fiskart som först beskrevs av Hialmar Rendahl 1924.  Cryptocentrus pretiosus ingår i släktet Cryptocentrus och familjen smörbultsfiskar. Inga underarter finns listade i Catalogue of Life.